# トーマス・バイルズ
トーマス・ローセル・デイヴィズ・バイルズ（英語: Thomas Roussel Davids Byles、1870年2月26日 - 1912年4月15日）は、イギリスのカトリック司祭(神父)。豪華客船タイタニック号の二等船室の乗客だった。同船の沈没事故の際に人々のために聖書を読むなどしたことで知られる。

## 経歴
1870年2月26日、会衆派教会牧師アルフレッド・ホルデン・バイルズ(Alfred Holden Byles)とその妻ルイーザ(旧姓デイヴィズ)の息子としてヨークシャー・リーズ・ヘディングリーに生まれる。生誕時の名前はローセル・デイヴィズ・バイルズだった（トーマスはカトリックになった後の洗礼名）。
ランカシャー・フリートウッドのレミントン・カレッジ(Leamington College)とロッサル・スクール(Rossall School)で学んだ後、オックスフォード大学ベリオール・カレッジで学ぶ。オックスフォード大学でイングランド国教会に改宗した。1894年にバチェラー・オブ・アーツの学位を取得。
1899年にカトリックに改宗してローマのベダ大学に入学し、カトリック司祭の勉強をし、1902年に司祭に任命された。1905年からエセックス・チッピング・オンガーの聖ヘレン教区教会の司祭となる。
ニューヨークでゴム事業を営んでいる弟ウィリアムの結婚式の司祭を務めるため、1912年4月10日にサウサンプトン港からニューヨークへの処女航海に出る豪華客船タイタニック号に二等船室乗客として乗船した。
4月14日午後11時40分頃、タイタニックが氷山に衝突した時、バイルズはAデッキの休憩室で祈祷書を読んでいた（この日は復活祭後の第一日曜日だった）。バイルズは乗客たちの精神的指導者として勇敢に行動した。まず三等乗客のところへ降りていき、彼らのパニックを鎮めるべく祝福を与えたり、告解を聞いたりした。その後、三等乗客がボートデッキに上がるのを手伝った。ボートの座席を勧められたが、断ってタイタニックに残り、沈没するまで一人でも多くの人々の告解を聞いて許しを与えた。最後のボートが出るとバイルズはデッキの船尾に出た。ボートに乗れなかった人々はバイルズの周りを囲んで懺悔の祈りを捧げた。バイルズは彼らのために聖書の暗唱を行った。タイタニックの最後の瞬間である4月15日午前2時20分頃、祈りを捧げていた人々に許しを与え、「素晴らしいマリア様、慈悲にあふれた…」「主はともにまします…」「罪人なる我らのために祈りたまえ…」「今も死の時も。アーメン」と唱えながらタイタニックとともに海に消えていった。
後日の遺体回収作業でもバイルズの遺体と特定できる遺体は発見できなかった。
1997年公開のジェームズ・キャメロン監督の映画『タイタニック』ではジェームズ・ランカスターが演じた。